# Karol Stępkowski
Karol Stępkowski (ur. 6 września 1945 w Warszawie) – polski aktor teatralny i filmowy, reżyser i fotografik.

## Życiorys
W 1967 roku ukończył studia na PWST w Warszawie. W tym samym roku, 23 listopada, miał miejsce jego debiut teatralny.
Występował w teatrach:
- Teatr Powszechny w Warszawie (1967-1968)
- Teatr Narodowy w Warszawie (1968-1977)
- Teatr Polski w Szczecinie (1977-1982)
- Teatr Rozmaitości w Warszawie (1982–1986)
- Teatr Komedia w Warszawie (1986-1990)
- Teatr Północny w Warszawie (1990-1994)

Mąż aktorki Ewy Skarżanki, ojciec aktorki Katarzyny Skarżanki.

## Filmografia
- 1971: Wezwanie – lekarz
- 1974: Awans
- 1986: Ostatni dzwonek
- 1986: Zmiennicy – portier w motelu (odc. 7)
- 1987: Brawo mistrzu
- 1987: Krótki film o zabijaniu
- 1989: Dekalog V – mężczyzna na postoju taksówek
- 1989: Lawa – literat II w „Salonie Warszawskim”
- 1990: Życie za życie. Maksymilian Kolbe – gość Olszańskiego
- 1992: Kuchnia polska – personalny w „Orbisie” (odc. 3)
- 1994: Przygody Joanny – Kotek, klient w gospodzie pani Hani
- 1995: Spółka rodzinna – oskarżony (odc. 16)
- 1995: Sukces – wartownik w firmie „J&J” (odc. 5)
- 1996: Maszyna zmian. Nowe przygody – technik RTV (odc. 4)
- 1996: Wirus
- 1997–2011: Klan – działacz szczecińskiego klubu piłkarskiego
- 2000: M jak miłość – policjant (odc. 9)
- 2000: Pucuś – kioskarz Alfred
- 2001: Marszałek Piłsudski (odc. 5)
- 2001–2005: Na dobre i na złe – Janusz Grębski (odc. 78); Emil, pacjent na onkologii (odc. 217)
- 2001: Pas de deux – Wacek
- 2001: Przeprowadzki – profesor, tragarz w firmie Szczygła (odc. 10)
- 2001: Wiedźmin – szambelan na zamku w Cintrze
- 2002: Król przedmieścia – głos w radiu (odc. 6)
- 2002–2010: Samo życie – 2 role: przedstawiciel urzędu gminy (odc. 172, 173); prywatny detektyw (odc. 1451, 1475, 1476, 1477)
- 2002: Wiedźmin (serial) – szambelan na zamku w Cintrze (odc. 6)
- 2003: Bao-Bab, czyli zielono mi – dziennikarz Jerzy Owoc (odc. 2)
- 2003: Lokatorzy – prezes (odc. 150)
- 2004–2006: Kryminalni – leśniczy (odc. 2 i 47)
- 2004–2006: Pensjonat pod Różą – lekarz
- 2005: Defekt – lekarz
- 2005: Dom niespokojnej starości – zegarmistrz Śpiewak
- 2005: Komornik – prowadzący aukcję
- 2005: Magda M. – pan Tadeusz, klient Magdy (odc. 11)
- 2005: Podróż Niny – Bolek
- 2006: Egzamin z życia – brygadzista w zajezdni (odc. 45)
- 2006–2007: Kopciuszek – rektor
- 2006–2009: Plebania – adwokat (odc. 657, 1084 i 1235)
- 2006: U fryzjera – pan Jerzy (odc. 7)
- 2007: Ekipa – burmistrz Rembertowa (odc. 11)
- 2007: Glina – Marchwicki, sąsiad Lenarta (odc. 13)
- 2007: I kto tu rządzi? – starszy menedżer działu warzywnego w supermarkecie (odc. 6)
- 2007: Jutro idziemy do kina – matematyk
- 2007: Korowód
- 2007: Mamuśki – mąż Marysi (odc. 7)
- 2007: Odwróceni – Tadeusz Różycki, ojciec „Skalpela” (odc. 2 i 8)
- 2007: Prawo miasta – notariusz (odc. 12 i 13)
- 2007: Twarzą w twarz – portier
- 2008: Daleko od noszy – pacjent (odc. 162 i 167)
- 2008: Doręczyciel – kierownik klubu (odc. 3)
- 2008: Rodzina zastępcza – lekarz pogotowia (odc. 281)
- 2009: Ojciec Mateusz – jubiler (odc. 26)
- 2013: Prawo Agaty – Jerzy Szadkowski (odc. 31)